# Hexatoma paenulata
Hexatoma paenulata là một loài ruồi trong họ Limoniidae. Chúng phân bố ở miền Ấn Độ - Mã Lai.